# Jan Dłużniewski
Jan Dłużniewski z Lelicz herbu Dołęga – sędzia ziemski płocki w latach 1577–1602, cześnik płocki w latach 1559–1563, poborca ziemi płockiej w 1576 roku.
Syn kasztelana płockiego Jana Zawiszy. Żonaty trzykrotnie: z niezidentyfikowaną, Zofią z Konarskich i Reginą z Rokickich.
Posiadał wsie Lelicze i Zbójno w ziemi płockiej, Wronino w ziemi wyszogrodzkiej, był posesorem zastawnym wsi Srebrna, należącej do Niszczyckich (do 1580 roku).